# Hilary Engisch
Hilary Engisch-Klein, née Hilary Engisch est une skieuse acrobatique américaine spécialisée dans le ski de bosses, quatre fois championne du monde de la spécialité.

## Biographie
Hilary Engisch est née en 1957 dans une famille nombreuse du Vermont : son père (médecin) et sa mère (artiste) ont eu six enfants. Dès quatre ans, elle apprend le ski sur les pentes de Smugglers Notch (en) mais pratique également le judo et le football,. À l'adolescence elle délaisse le ski traditionnel au profit de la jeune discipline qu'est le ski de bosse et participe à de lucratives compétitions professionnelles. Elle poursuit ensuite ses études à l'université du Vermont où (comme au lycée avec l'équipe des Champlain Valley Union High School) elle pratique le football avec les Catamounts (l'équipe universitaire) de 1977 à 1979 où elle inscrit trente-cinq buts en trois saisons et établit en 1979 le record de l'école pour une saison avec vingt-et-un buts et six passes décisives,. En parallèle, elle continue le ski de bosses et, en 1978, elle remporte sa première épreuve de coupe du monde professionnelle (le World Cup of Freestyle Tour) au Canada, à Silver Star. Un exploit puisqu'il s'agit de sa première participation, qu'elle ne connait personne et qu'elle s'est même fait voler ses skis avant la compétition (et concoure avec des skis d'emprunt). Mais à la fin des années 1970, les ligues professionnelles de ski acrobatiques connaissent des difficultés de réglementation et d'assurance, et surtout l'USSA (en) ambitionnent que le ski de bosses soit discipline de démonstration aux jeux olympiques de Lake Placid en 1980 (en vain) puis de Sarajevo en 1984 (en vain également), contraignant les skieurs américains à quitter les ligues professionnelles. En parallèle, la fédération internationale de ski crée sa propre coupe du monde de ski (amateur, mais avec des dérogations) en 1979 et nombre des meilleurs skieurs acrobatiques s'y engage dès la première édition en 1980, dont Hilary Engisch. La première épreuve a lieu sur le territoire américain, aux Monts Pocono le 7 janvier 1980, mais elle n'en termine que onzième. Elle se rattrape dès le lendemain, toujours à Poconos, en remportant sa première épreuve de coupe du monde version FIS. Ce premier succès en appelle de nombreux autres : en cinq saisons, elle prend le départ de quarante-et-une épreuves pour vingt-neuf podiums dont vingt-deux victoires, et est sacrée quatre fois championne de la discipline : en 1980, 1981, 1982 et 1984. Ne concourant que sur les épreuves de bosses (à cette époque il y a quatre épreuves en coupe du monde : ballet, ski de bosses, saut acrobatique et combiné), son meilleur classement générale est sixième (en 1982). Lors de la saison 1984 elle est au sommet de sa gloire et multiplie les honneurs :  Athlète de l'année pour l'USSA et American Express, sportive de l'année pour U.S. Sportscasters,. Elle termine la saison par les championnats américains de ski acrobatique, et s'y blesse : elle souffre d'une rupture du ligament croisé antérieur du genou qui l'oblige à neuf mois d'arrêt et la prive de la saison 1984-1985,. Elle met son temps libre à profit pour co-écrire un livre avec l'ancien champion de ski freestyle et entraineur de l'U.S. Freestyle Ski Team (l'équipe américaine de ski acrobatique) Park Smalley : « Skiing Freestyle »,. Ce livre dédié aux techniques du ski de bosses fait suite à des articles sur le même sujet publié par Engisch dans le magazine Skiing,.
Elle reprend la compétition pour la saison 1985-1996, mais sans pourvoir inquiéter la nouvelle reine de la discipline, sa compatriote Mary Jo Tiampo. Elle se classe finalement neuvième du classement de la coupe du monde, mais participe également à la première édition des Championnats du monde de ski acrobatique à Tignes dont elle termine sixième (Tiampo remporte le titre). Ce sera sa dernière saison au niveau international et, en 1987, elle quitte l'U.S. Freestyle Ski Team après neuf ans,, auréolée de ses quatre titres mondiaux, ses vingt-deux victoires en coupe du monde FIS, qualifiée par le magazine Skiing de « plus grande skieuse de bosses vivante »,.
Elle ne quitte pas le monde du ski pour autant et devient membre du conseil d'administration de l'USSA, puis aide à fonder et devient directrice de la Vermont Ski Training Foundation, une organisation à but non lucratif qui offre un encadrement de ski de haut niveau à des enfants qui autrement ne pourraient pas pu se permettre un tel programme. Elle s'intéresse au monde du cinéma et obtient un diplôme professionnel en production télévisuelle et cinématographique de l'UCLA et un diplôme d'acteur du Art of Acting Studio de Stella Adler. Elle joue dans un long métrage qu'elle co-écrit et co-produit avec son mari, « It Don't Come Easy ».
Elle continue également ce qu'elle avait commencé en tant qu'athlète : promouvoir le ski acrobatique et l'idée de son intégration aux Jeux olympiques, ce qui est finalement le cas en tant que sport de démonstration à Calgary en 1988 puis épreuve officielle pour le ski de bosses à Albertville en 1992. Elle s'engage également auprès d'organisations caritatives en lien avec le sport comme Special Olympics, March of Dimes ou la Cystic Fibrosis Foundation.
En 2009, des médecins lui diagnostiquent un cancer du poumon contre lequel elle se bat pendant des années. En rémission, elle constate que de nombreux enfants malades ne peuvent plus pratiquer leurs sports favoris. Elle fonde alors l'association Kids On Top qui propose des activités sportives hivernales à des enfants atteints de graves maladies,.

## Palmarès

### Football Universitaire
Troisième du championnat Championship EIAW en 1979,.

### Ski acrobatique

#### Coupe du monde FIS
- 4 petits globe de cristal :
  - Vainqueur du classement bosses en 1980, 1981, 1982 et 1984[9]
- Meilleur classement général : 6e en 1982[9]
- 29 podiums donc 22 victoires[20]

#### Différents classements en coupe du monde
| Année/Classement | Général | Général | Bosses | Bosses |
| ---------------- | ------- | ------- | ------ | ------ |
| Année/Classement | Class.  | Points  | Class. | Points |
| 1980             | 9e      | 29.00   | 1er    | 29.00  |
| 1981             | 7e      | 47.00   | 1er    | 47.00  |
| 1982             | 6e      | 48.00   | 1er    | 48.00  |
| 1983             | 14e     | 8.00    | 4e     | 33.00  |
| 1984             | 9e      | 12.00   | 1er    | 70.00  |
| 1984-1985        | -       | -       | -      | -      |
| 1985-1986        | 20e     | 7.00    | 9e     | 28.00  |

#### Podiums
En six saisons, Hilary Engisch est montée vingt-neuf fois sur un podium de coupe du monde, à chaque fois en ski de bosses :
| Date            | Lieu                   | Place | Discipline |
| --------------- | ---------------------- | ----- | ---------- |
| 1980            |                        |       |            |
| 8 janvier 1980  | Monts Pocono           | 1re   | Bosses     |
| 1er mars 1980   | Oberjoch               | 1re   | Bosses     |
| 28 mars 1980    | Whistler Blackcomb     | 1re   | Bosses     |
| 1981            |                        |       |            |
| 16 janvier 1981 | Livigno                | 1re   | Bosses     |
| 3 février 1981  | Laax                   | 1re   | Bosses     |
| 4 février 1981  | Laax                   | 1re   | Bosses     |
| 18 mars 1981    | Monts Norquay          | 1re   | Bosses     |
| 18 mars 1981    | Monts Norquay          | 2e    | Bosses     |
| 19 mars 1981    | Monts Norquay          | 1re   | Bosses     |
| 1982            |                        |       |            |
| 2 janvier 1982  | Snoqualmie             | 1re   | Bosses     |
| 8 janvier 1982  | Whistler Blackcomb     | 1re   | Bosses     |
| 23 janvier 1982 | Angel Fire             | 3e    | Bosses     |
| 29 janvier 1982 | Sugarbush              | 1re   | Bosses     |
| 4 février 1982  | Mont Sainte-Anne       | 1re   | Bosses     |
| 5 février 1982  | Mont Sainte-Anne       | 1re   | Bosses     |
| 5 mars 1982     | Adelboden              | 1re   | Bosses     |
| 14 mars 1982    | Livigno                | 1re   | Bosses     |
| 21 mars 1982    | Oberjoch               | 2e    | Bosses     |
| 24 mars 1982    | Tignes                 | 1re   | Bosses     |
| 1983            |                        |       |            |
| 4 janvier 1983  | Mariazell              | 2e    | Bosses     |
| 19 janvier 1983 | Tignes                 | 3e    | Bosses     |
| 16 mars 1983    | Angel Fire             | 1re   | Bosses     |
| 1984            |                        |       |            |
| 13 janvier 1984 | Stoneham               | 1re   | Bosses     |
| 20 janvier 1984 | Breckenridge           | 3e    | Bosses     |
| 8 mars 1984     | Campitello Matese (it) | 1re   | Bosses     |
| 11 mars 1984    | Campitello Matese (it) | 1re   | Bosses     |
| 21 mars 1984    | Sälen                  | 1re   | Bosses     |
| 28 mars 1984    | Tignes                 | 1re   | Bosses     |
| 1985-1986       |                        |       |            |
| 17 janvier 1986 | Lake Placid            | 3e    | Bosses     |

#### Championnats du monde
| Épreuve / Édition | Tignes 1986 |
| Bosses            | 6e          |

## Récompenses et distinctions
- En 1990 elle est intronisée au Sports Hall of Fame de l’université du Vermont, pour ses prouesses en football et en ski[10],[5]
- En 1999 elle est classée seizième meilleure athlète du Vermont au XXe siècle par le magazine Sports Illustrated[10],[5].
- En 2009 elle est intronisée au Hall of Fame du Mount Mansfield Ski[10].
- En 2010 elle est intronisée au Hall of Fame du Vermont Ski Museum[10].
- En 2018 elle est intronisée au Hall of Fame du sport dans le Vermont[10],[15].
- En 2019 elle est intronisée au U.S. Ski and Snowboard Hall of Fame[1].

## Vie privée
Lors d'un vol pour aller voir l'éditeur de son livre, pendant sa période de blessure, elle rencontre Steven Klein, son futur mari. C'est avec lui qu'elle part apprendre et expérimenter les métiers du cinéma à Los Angeles après sa carrière, jusqu'à écrire, tourner et jouer dans un film ensemble. Ils ont trois filles : Ula, Teagan et Gaelyn,.